# 2018 VG18
2018 VG18 ist ein großes transneptunisches Objekt, das bahndynamisch als Scattered Disc Object, Zentaur oder auch allgemeiner als «Distant Object» eingestuft wird. Seine Entfernung von der Sonne lag im Zeitpunkt der Entdeckung bei etwa 120 AE, womit es das erste Objekt seiner Art ist, das in einer Entfernung von über 100 AE entdeckt wurde. Aufgrund seiner Größe ist der Asteroid ein Zwergplanetenkandidat.

## Entdeckung
2018 VG18 wurde am 10. November 2018 von einem amerikanischen Astronomenteam bestehend aus Scott Sheppard, David Tholen und Chad Trujillo mit dem 8,2-m-Subaru-Teleskop am Mauna-Kea-Observatorium (Hawaii) entdeckt. Der Fund ergab sich durch eine Suche nach dem zuvor postulierten hypothetischen Planeten Neun. Die Entdeckung wurde am 17. Dezember 2018 bekanntgegeben.
Die Entdecker gaben dem Objekt den Spitznamen Farout (englisch „weit draußen“; sinngemäß auch „abgedreht“, „schräg“, aber auch „toll“, „super“).
Der Beobachtungsbogen des Asteroiden beginnt mit der offiziellen Entdeckungsbeobachtung im November 2018. Er konnte im November 2019 erneut beobachtet werden. Bisher liegen insgesamt 26 Beobachtungen über einen Zeitraum von 431 Tagen vor. Die bisher letzte Beobachtung wurde am 16. Januar 2020 – am La Palma Observatorium – durchgeführt. Es gibt derzeit zwei potentielle Vor-Entdeckungsbeobachtungen von 2015 und 2017, doch müssen die Unsicherheitswerte der Orbitberechnungen erst weiter reduziert werden, um den aktuellen Beobachtungsbogen mit diesen Kandidaten-Beobachtungen definitiv verbinden zu können. Aufgrund der langsamen Bewegung so weit entfernter Objekte dauert es mehrere Jahre, die Umlaufbahn mit hoher Präzision zu bestimmen, jedoch beträgt aktuell der Unsicherheitsparameter nur noch weniger als 86,5 Bogensekunden pro Jahrzehnt, sodass nicht mehr mit größeren Korrekturen der Orbitalelemente zu rechnen ist (Stand 14. April 2020).

## Eigenschaften

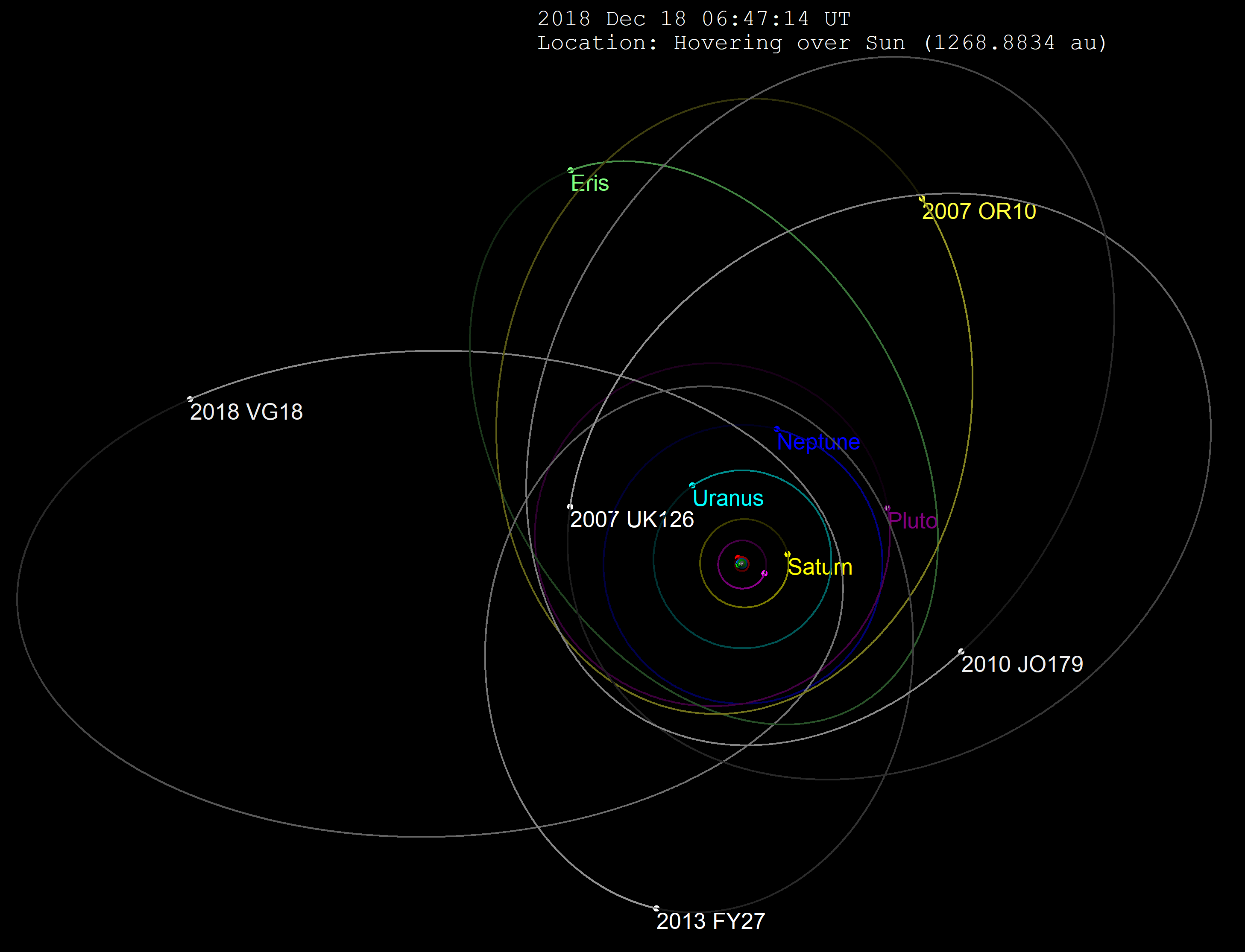
Die Bahn von 2018 VG_{18} (weiß) im Vergleich zu anderen entfernten Planetoiden

### Umlaufbahn
Nach derzeitigem Wissensstand bewegt sich 2018 VG18 in ca. 735 Jahren auf einer hochgradig exzentrischen Umlaufbahn mit einem Abstand zur Sonne zwischen 37,8 AE und 125 AE. Die Exzentrizität der Bahnellipse beträgt 0,72, die Bahnebene ist 24,4° gegenüber der Ekliptik geneigt. Derzeit hat der Planetoid eine Distanz von ca. 120 AE von der Sonne und entfernt sich von ihr mit einer Geschwindigkeit von ungefähr 1,8 km/sek. Er hat gegenwärtig eine scheinbare Helligkeit von 24,3 mag – 25,7 mag. Diese Schwankungen sind ein Indiz für unterschiedlich helle Oberflächenstrukturen und eine Rotation. Sein Perihel durchlief er das letzte Mal 1700, der nächste Periheldurchgang müsste sich demnach im Jahre 2435 ereignen. Im Jahr 2067 erreicht er sein Aphel, also seine größte Entfernung von der Sonne. Er wird dann eine scheinbare Helligkeit von ca. 26,5 mag haben, d. h. auf jeden Fall noch mit Großteleskopen beobachtbar sein.
125 AE entspricht der mehr als dreifachen durchschnittlichen Entfernung Plutos von der Sonne und annähernd der zweifachen Distanz von Eris. Zum Entdeckungszeitpunkt war 2018 VG18 somit das entfernteste aller bisher entdeckten Objekte des Sonnensystems und löste damit den vorherigen „Rekordhalter“ Eris (96 AE) ab, bis es im Jahr 2019 wiederum von 2018 AG37 – FarFarOut (ca. 140 AE) – abgelöst worden ist. Es handelt sich aber wie auch bei letzterem nicht um das Objekt mit der weitesten bekannten Umlaufbahn, da seine große Halbachse „nur“ ca. 81 AE beträgt, während die Halbachse von 2017 MB7 etwa 3000 AE aufweist.
Das Minor Planet Center führt 2018 VG18 als SDO/Zentaur und allgemein als «Distant Object», während von Marc Buie (DES) noch gar keine spezifische Einstufung existiert.

### Größe
Aufgrund von Helligkeitsmessungen kann vermutet werden, dass der Durchmesser des Objekts in der Größenordnung von 500 Kilometern liegt. Das Objekt hat des Weiteren einen rosa Farbton auf der Oberfläche. Diese Farbe wird mit eisreichen Objekten assoziiert.
Da anzunehmen ist, dass sich 2018 VG18 aufgrund seiner Größe im hydrostatischen Gleichgewicht befindet und somit weitgehend rund sein muss, sollte er die Kriterien für eine Einstufung als Zwergplanet erfüllen.
Viele andere bereits entdeckte Objekte haben Bahndaten mit einem Aphel von weit über 100 AE, das berühmteste davon ist Sedna mit einem Aphel bei etwa 900 AE. Sedna befindet sich allerdings derzeit bei etwa 85 AE nahe dem Perihel. Dies gilt auch für alle anderen bisher entdeckten Objekte mit derart exzentrischen Bahndaten, womit diese derzeit deutlich näher an der Sonne sind als 2018 VG18.